# タイの民族一覧
タイの民族一覧
タイ王国では、国土を四分する地域（中央部・北部・東北部・南部）によって構成する諸民族が異なる。中央部はタイ・ノイと呼ばれるタイ人と華人が多く、北部はタイ・ヤイ、タイ・ムアンと呼ばれるタイ人と山地民、東北部ではイサーン系、そして南部ではムスリムのマレー系がそれぞれ多い。しかし、どの地域も民族的に多様であることに変わりない。

## タイ人
上に述べたように、タイ国内にはタイ系諸部族とその下位グループが多数存在する。現在では、華人とモン族はタイ族に同化しつつある。

## チャオ・カオ（山地民）
山間に暮らす代表的なグループには、カレン族、モン族 (Hmong)、アカ族、ラフ族、ヤオ族、リス族などがいる。チャオ・カオ（山地民）と蔑称されるが、都市部に出稼ぎに出る者は少なくない。

## チャオ・タレー（海洋民）
モーケンは別名チャオ・タレー（海の民）として、主に南部で知られる。

## プー・オッパヨップ（移民・難民）
華人を筆頭に、近隣諸国（カンボジア、ラオス、ミャンマー、マレーシア）からの移民・難民はかなりの数にのぼる。

## ケーク（南アジア系）
スリランカ、インド、パキスタンといった南アジアの移民はケーク（お客）と呼ばれる。インドネシアやフィリピンからの移住者も含まれることがある。

## その他
- パダウン族（首長族）はしばしば自民族のように扱われるが、実はミャンマーからの移住労働者である。
- タイ北部には狩猟採集民（少数民族）であるムラブリ族が存在し、太田博樹らのチームによれば、農耕生活から採集生活に戻った人種の例とされ、農業を始めた集団が小さ過ぎて、十分な収穫ができなかったためと考察されており、採集生活に戻った時期は、500から1,000年前としている[1]。
- マニ族（英語版） - パッタルン県の山林に住む少数民族。縄文人の祖先とされる旧石器時代のホアビニアン（英語版）のDNAを受け継いでいる[2]。